# Mihai Sturzu

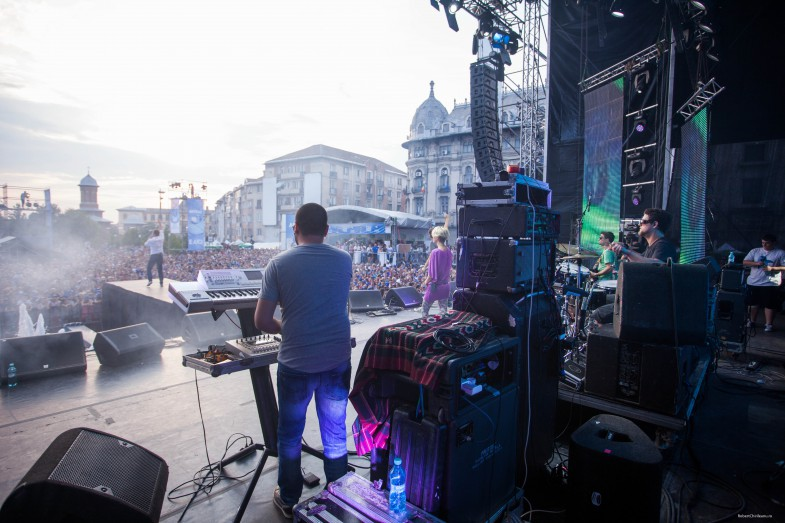
Mihai Sturzu pe vremea când activa în trupa Hi-Q – Craiova 2012

Mihai Răzvan Sturzu (n. 3 octombrie 1979) este un fost cântăreț și politician român, actual pilot de avion. A fost președinte al Tineretului Social Democrat și deputat ales din partea Uniunii Social-Liberale în colegiul uninominal nr. 24 din Sectorul 6, București. 
A devenit cunoscut la nivel național datorită trupei pop Hi-Q, una dintre trupele românești de succes ale anilor 2000 , din care s-a retras oficial în data de 31 iulie 2014, după 18 ani de activitate.

## Studiile și începutul activității profesionale
Mihai-Răzvan Sturzu s-a născut la Bucuresti, însă copilăria și-a petrecut-o la Brașov. În anul 1998, a absolvit Colegiul Național „Unirea”, secția Limbi Străine, dupa care urmat primul an de studii superioare în domeniul filologiei, la Facultatea de Litere, în cadrul Universității Transilvania din Brașov.
În anul 1996, alături de prietenul său din copilărie, Florin Grozea, a fondat trupa Hi-Q. În anii care au urmat, formația a devenit populară în rândul tinerilor, iar odată cu succesul înregistrat de primul videoclip, "Totul va fi bine", au început să apară ofertele de colaborare din partea televiziunilor. De-a lungul timpului, Mihai și colegii săi au moderat emisiuni la majoritatea posturilor TV românești importante: Antena 1, Antena 2, Prima TV, Acasă TV, Televiziunea Română, dar și la radio: Magic FM si Radio 21. Alături de trupa Hi-Q a susținut peste 1000 de concerte , atât în țară cât și în străinătate, iar statutul de persoană publică i-a adus diverse apariții televizate.
În toată această perioadă s-a implicat în activități umanitare și în campanii de responsabilitate socială, axate pe educație, ecologie, cultură și dezvoltare personală, devenind partener al fundațiilor "Special Olympics" , "Let's do it, Romania"  și "PSI Arhivat în 1 februarie 2014, la Wayback Machine." (Population Services International).

## Cariera politică

### Începutul carierei politice
În anul 2007, Mihai Sturzu a conceput un program de educație non-formală, ”Modelul meu” , cu scopul de a direcționa atenția tinerilor către persoanele publice care au adus beneficii reale României, adevăratele modele demne de urmat. Dupa câțiva ani de încercări de a implementa proiectul “Modelul meu” la scară națională, Mihai Sturzu a considerat că soluția reușitei acestui proiect este implementarea lui din zona clasei politice, a instituțiilor statului care au ca atribuții grija pentru generațiile următoare. Astfel, în anul 2007, începe să colaboreze cu Partidului Social Democrat.
În anul 2010, la sugestia Președintelui PSD, Victor Ponta, face oficial pasul către viața politică . Devine membru PSD și la puțin timp este ales purtător de cuvânt al Tineretului Social Democrat.
Implicarea sa continuă în sprijinul tinerilor îi aduce numirea, în mai 2012, în funcția de consilier pe probleme de tineret al Prim-Ministrului Victor Ponta.

### Deputat de București
În toamna anului 2012, cu susținerea PSD, Mihai Sturzu s-a înscris în cursa pentru funcția de deputat în Colegiul Uninominal 24, Sector 6, București. Campania electorală s-a desfășurat sub deviza „Un Parlament în ritmul generației mele” și a fost realizată cu ajutorul unui grup de 30 de tineri voluntari, studenți la facultăți cu profil politic. Alături de ei,  Mihai a luat la pas toate străzile colegiului, cu obiectivul de a înțelege mai bine problemele și așteptările oamenilor. În 9 decembrie 2012, după ce a obținut votul a 65% dintre cetățeni , devine oficial deputat în legislatura 2012-2016 și membru al Comisiei de Cultură din Camera Deputaților.
Preocuparea lui Sturzu față de nevoile tinerilor s-a regăsit și în activitatea sa din Parlament. Odată cu începerea mandatului de deputat, acesta le-a oferit studenților posibilitatea efectuării unor stagii de practică la cabinetul parlamentar.
În septembrie 2013, Mihai Sturzu a promovat un proiect de modificare a Legii Voluntariatului, care prevedea posibilitatea organizațiilor de a emite anumite documente prin care certifică activitatea de voluntariat și recunosc abilitățile dobândite sau demonstrate de voluntari pe parcursul activității. Susținută de 106 deputați în principal din PSD, dar și de câțiva din alte partide, legea a fost adoptată și a intrat în vigoare după promulgarea ei de către Președintele României în data de 23 iunie 2014.
În decembrie 2014, după victoria în alegerile prezidențiale a lui Klaus Iohannis care și-a asumat între altele un proiect de primenire a clasei politice, Sturzu a susținut și a depus în Parlament un proiect de lege pentru modificarea Legii partidelor, pentru coborârea limitei de membri pentru un nou partid politic la doar trei. Proiectul, cerut de mai mult timp de mai mulți membri ai societății civile, cum ar fi omul de afaceri din Târgu Mureș Dan Mașca și mai ales de către Monica Macovei, a cărei candidatură independentă la președinție a obținut un scor semnificativ în primul tur al alegerilor, devine lege in mai 2015.
În vara lui 2015, Mihai Sturzu lansează 'Start cu Sturzu Arhivat în 28 octombrie 2015, la Wayback Machine.', prima platformă online de crowd-legislating din România.  Prin această platformă, oricine poate veni cu o idee de lege, iar cei care adună peste 1000 de like-uri sunt invitați la Parlament, pentru a discuta posibilitatea inițierii formale a acelei legi.
În decembrie 2015, Mihai Sturzu si-a dat demisia din PSD și activează ca deputat independent.

### Președinția TSD
Pe 19 octombrie 2013, Mihai Sturzu a fost ales Președinte al Tineretului Social Democrat . Sub conducerea sa, în ianuarie 2014 a fost înființată filiala TSD Republica Moldova, care are drept scop promovarea valorilor europene și social-democrate în rândul tinerilor de peste Prut.
În primăvara lui 2014, TSD a revenit la statutul de membru deplin al YES (Young European Socialists), iar Mihai Sturzu a fost ales membru al biroului politic al YES.
În 29 martie 2014, la Chișinău, Mihai Sturzu a semnat, în calitate de Președinte al TSD, un protocol de colaborare cu Tineretul Democrat din Moldova, ce prevede instituționalizarea relațiilor de colaborare dintre cele două organizații de tineret și extinderea lor în interesul tinerilor social democrați din cele două țări.
"TSD Rulz" , din 2 mai 2014, este un alt moment de referință al mandatului său de președinte. Evenimentul, desfășurat în cadrul campaniei pentru alegerile europarlamentare, a adunat peste 5000 de tineri TSD-iști din toată țara, veniți special la Teatrul de Vară Mihai Eminescu din București pentru a-și prezenta susținerea față de partid.
Pe plan intern, a promovat acțiuni regionale săptămânale ale organizației de tineret pe care o conducea, la care participa și conducerea națională a organizației.
La congresul TSD organizat în decembrie 2015, Sturzu nu a mai candidat la un nou mandat deoarece a depășit limita de vârstă admisă în organizația de tineret a PSD, însă i-a cerut noului președinte al partidului, Liviu Dragnea, să respecte statutul partidului și să se suspende din funcție întrucât era condamnat în primă instanță pentru fapte de corupție prin care a încălcat ale legea electorală. La rândul său, Dragnea i-a reproșat lui Sturzu faptul că îi propusese ca în urma incendiului din clubul Colectiv și protestelor care i-au urmat ca el să se retragă din partid și să formeze o mișcare politică fals independentă care apoi să colaboreze electoral cu PSD. Două zile mai târziu, Sturzu a demisionat din PSD și din grupul parlamentar al PSD, acuzând lipsa dorinței de reformă a partidului, nemodernizarea partidului și nedistanțarea lui de comunism, susținând totodată că afirmația lui Dragnea de la congres despre presupusa propunere a lui Sturzu este o minciună.

## Alte activități
În anul 2012 a început școala de piloți. Obținerea licenței de pilot privat (PPL⁠(en)[traduceți]), a reprezentat pentru Mihai un alt vis împlinit, dar si începutul drumului său spre obiectivul final: obținerea licenței de pilot de linie. În aprilie 2016, Mihai Sturzu a absolvit cursurile teoretice ale Școlii Superioare de Aviație Civilă, în vederea obținerii acestei licențe (ATPL).
O altă pasiune a lui Mihai Sturzu este cea de scafandru . După ce a susținut mai multe examene, a obținut licența de Open Water Diver.
Mihai Sturzu a fost mereu activ și pe plan sportiv: în perioada adolescenței, a practicat șase ani handbal de performanță, iar în ultimii ani a fost o prezență constantă în Naționala Artiștilor Fotbaliști, unde ocupă postul de portar.
Nu în ultimul rand, este pasionat de plimbările lungi cu bicicleta, cea mai mare distanță parcursă într-o singură zi fiind cea dintre București și Brasov (~160 km). Pasiunea lui pentru ciclism a devenit de notoritate publică când, într-un clip filmat pentru MTV, Mihai a ratat o săritură cu bicicleta, iar înregistrarea a devenit virală pe internet.
Din toamna anului 2017 este pilot de linie pentru Wizzair. 